# Murphy Brown
Murphy Brown ist eine US-amerikanische Sitcom, die von 1988 bis 1998 von dem Sender CBS produziert wurde. Die Hauptdarstellerin war Candice Bergen, welche die erfolgreiche Fernsehjournalistin Murphy Brown darstellt. In Deutschland war die Serie ab dem 2. April 1990 auf ProSieben zu sehen. Die Serie teilt sich ein Serienuniversum mit Zwei in der Tinte, Love & War und Double Rush.  Erwähnung findet die Serie als solche in der Folge Die Wohnungsschlüssel der Serie Seinfeld. Der Rolle Cosmo Kramer (Michael Richards) wird angeboten, in der Serie Murphy Brown mitzuspielen. Candice Bergen und das Set der Serie sind zu sehen.
Im Januar 2018 gab CBS die Bestellung einer Fortsetzung bekannt, diese soll aus 13 Episoden bestehen. Die Ausstrahlung erfolgte vom 27. September bis zum 20. Dezember 2018. Am 10. Mai 2019 erklärte CBS, dass die Serie nicht mehr fortgeführt werde.

## Handlung
Nach einer Zwangspause in der Betty-Ford-Klinik kehrt die erfolgreichste Fernsehjournalistin der USA in ihre TV-Station zurück. Da sie gelernt hat, auf Alkohol und Zigaretten zu verzichten, möchte sie nun ihre Karriere fortsetzen.

## Auszeichnungen

### Gewonnen
Emmy Awards:
- Outstanding Comedy Series (1990, 1992) 2 wins
- Outstanding Lead Actress in a Comedy Series (1989–1990, 1992, 1994–1995) 5 wins

Golden Globe Awards:
- Best TV Series-Comedy/Musical (1992) 1 win
- Best Performance by an Actress in a TV Series-Comedy Candice Bergen (1989, 1992) 2 wins

### Nominierungen
Emmy Awards:
- Outstanding Comedy Series (1989, 1991, 1993) 3 nominations
- Outstanding Lead Actress in a Comedy Series (1991, 1993) 2 nominations
- Outstanding Guest Actor in a Comedy Series (1988) Paul Reubens[3]  For episode "The Good Nephew". For playing "Andrew J. Lansing III".
- Outstanding Supporting Actress in a Comedy Series Faith Ford (1989–1992, 1994) 5 nominations
- Outstanding Supporting Actor in a Comedy Series Jay Thomas (1992)
- Outstanding Supporting Actor in a Comedy Series Charles Kimbrough (1990)
- Outstanding Supporting Actor in a Comedy Series Joe Regalbuto (1989)
- Outstanding Individual Achievement in Directing in a Comedy Series Lee Shallat Chemel (1992)[4]

Golden Globe Awards:
- Best TV Series-Comedy/Musical (1989, 1991–1993) 4 nominations
- Best Performance by an Actress in a TV Series-Comedy Candice Bergen (1990–1991, 1993–1996) 6 nominations
- Best Supporting Actress on TV Faith Ford (1991–1992) 2 nominations

Screen Actors Guild Awards:
- Outstanding Performance by an Ensemble Cast in a Comedy Series (1995)
- Outstanding Female Actor in a Comedy Series Candice Bergen (1995–1996)